# Bartłomiej Dyrcz
Bartłomiej Dyrcz (ur. 2 sierpnia 1977 w Zakopanem) – polski pisarz i malarz, specjalizujący się w malarstwie abstrakcyjnym oraz utworach literackich opartych na lokalnej historii. Realizuje także scenografię filmową i teatralną.

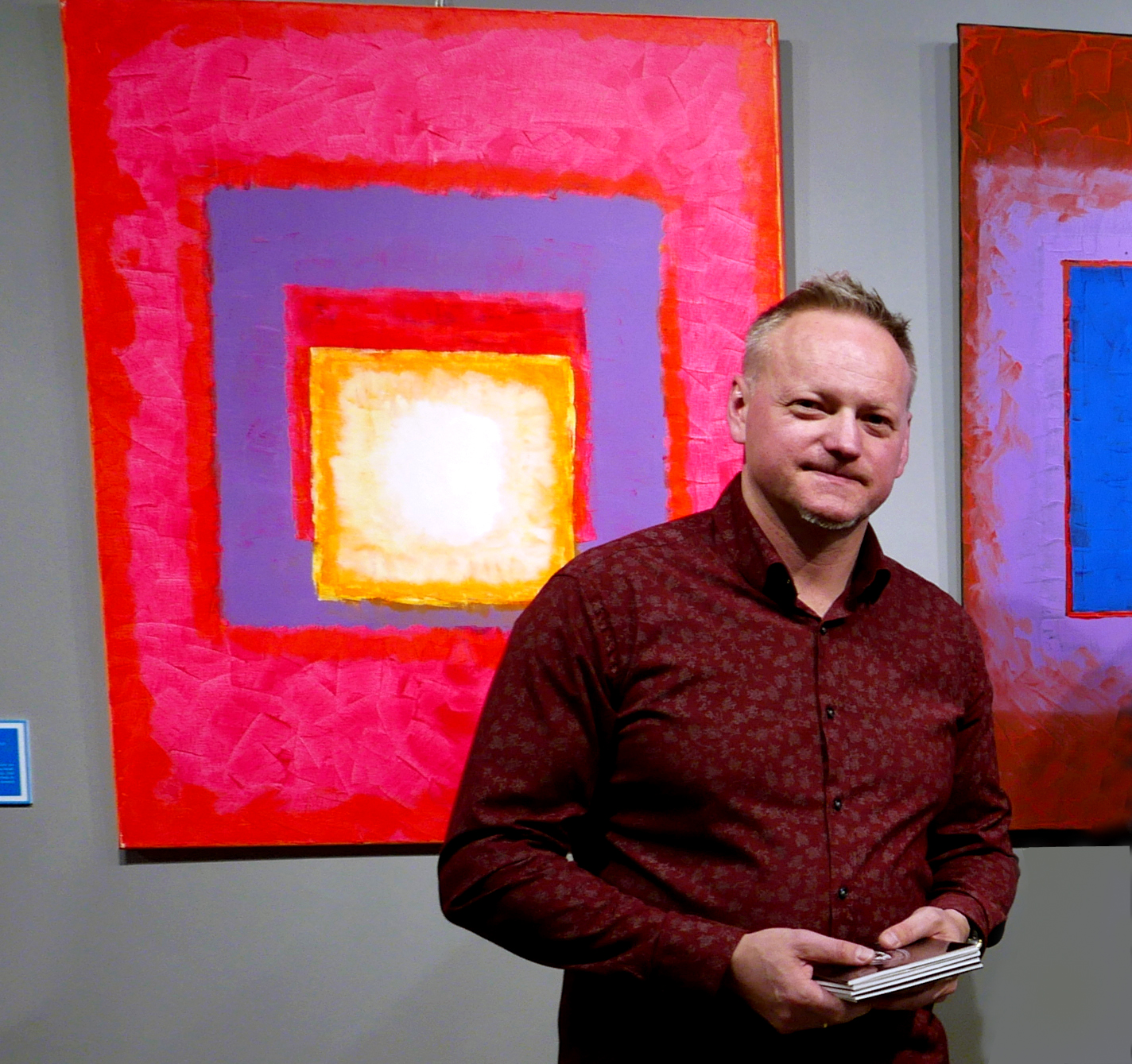
Bartłomiej Bart Dyrcz

Za liczne publikacje i działalność historyczną odznaczony Medalem „Pro Patria” i Odznaka honorowa „Zasłużony dla Kultury Polskiej”. W 2021 roku otrzymał stypendium Polskiego Instytutu Sztuki Filmowej, w ramach którego wraz z Jarosławem Banaszkiem napisał scenariusz filmu fabularnego „Piekło” opartego na prawdziwych wydarzeniach z czasów II wojny światowej. Stypendysta Ministerstwa Kultury i Dziedzictwa Narodowego w dziedzinie literatury – publikacja Dziejopis. Kliszczacki Trójkąt (2022).
Finalista konkursu wraz z Janem Polewką „Trzy Korony – Małopolska Nagroda Filmowa”, za scenariusz Objętość Duszy. Dwukrotnie wyróżniony w Konkursie o Konkurs o nagrodę im. Krzysztofa Mętraka. Finalista konkursu Lexmark European Art Prize 2004. Finalista konkursu Obraz Roku 2005 magazyn Art & Business.
W latach 2011–2016 związany z Teatrem Groteska.
Jest również propagatorem historii i autorem książek o tematyce związanej z historią dworów ziemiańskich i kościołów oraz biografii, m.in. Elektryczny Baca. Andrzej Dziubek. autoryzowana biografia.

## Publikacje
- Młoda krytyka filmowa, pod red. Marka Hendrykowskiego i Andrzeja Szpulaka, Wydawnictwo Naukowe UAM, Poznań 2003, ISBN 978-83-232-1298-0 (obejmuje siedem pierwszych edycji Konkursu z lat 1995–2002);
- Wieczerza z Caravaggio, 2015, ISBN 978-83-943880-0-3.
- Zapomniane rękopisy, 2016, ISBN 978-83-943880-1-0, biografia i opracowanie rękopisów ks. dr Antoni Gagatnicki
- Zostawiamy ślad, 2017, ISBN 978-83-942367-1-7.
- Urywki życia x. Jan Mach architekt duszy, 2018, ISBN 978-83-927991-9-1.
- Pamiętamy, 2018, ISBN 978-83-950281-0-6.
- Przebłyski Gotyckie myśli / Flashes Gothic Thoughts, 2019, ISBN 978-83-952578-8-9.
- Strażnik Czasu Józef Wrona Fotograf, 2019, ISBN 978-83-955088-0-6.
- Orzeł czy Reszka, 2020, Heads or tails. A story about the GKS Beskid Tokarnia football club ISBN 978-83-955088-1-3.
- Pamiętamy II, 2020, ISBN 978-83-955088-2-0.
- Żywobycie Kliszczaków na szkle malowane, 2021, ISBN 978-83-950281-1-3.
- Dziedzictwo, 2021, ISBN 978-83-950281-2-0.
- Dziejopis. Kliszczacki trójkąt, 2022, ISBN 978-83-65686-58-9.
- Elektryczny baca. Andrzej Dziubek. autoryzowana biografia, 2023, ISBN 978-83-65686-66-4.
- Piekło, 2024 ISBN 978-83-63616-05-2[23]

## Artykuły i felietony
- Nieznana letnia rezydencja gen. Władysława Sikorskiego – Folwark Łętownia, Echo Jordanowa nr 131/2021 ISSN 1507-7020, ZIEMIA Tokarska nr 2/15/2021 ISSN 2543-8530
- Potęga narodu leży w jego kulturze, ZIEMIA Tokarska4/17 ISSN 2543-8530
- Proza życia Kliszczaków w literaturze Jalu Kurka i Antoniego Olchy, Pod Diablakiem/Zima 2020 ISSN 1234-7116, Echo Jordanowa nr 129/2020, ZIEMIA Tokarska nr 3/13/2020
- Krwawe Zapusty 1846, Echo Jordanowa nr 132/2021
- Karczmy żydowskie, Echo Jordanowa nr 130/2021, Ziemia Tokarska nr 1/14/2021
- Polowanie w kliszczackiej głuszy, Gazeta Myślenicka 40/1235, 41/1236, Echo Jordanowa nr 133/2021
- Zaginione obrazy, Gazeta Myślenicka 4/1247
- Zakazany pisarz, Gazeta Myślenicka 36/1231, 37/1232
- Jakub Derc zwany Śmietana Pod Diablakiem/Wiosna 2020
- Kaplica Weronika, Ziemia Tokarska nr 1/11/2020
- Łowca Żydów Konfident gestapo Emil Wilczek z Jordanowa, Echo Jordanowa nr 134
- Kwadrat przywieziony z kraju Szatana, Gazeta Myślenicka 16.03.2022
- Profesor S., Gazeta Myślenicka 43/1238, 44/1239
- Naga Góra kulisy serialu Ratownicy i śmierci reż. Marcina Wrony i taternika Petera Sperki(inne języki), Gazeta Myślenicka 9.02.2022

## Scenografia
- 2016: Gówno pod teatrem – scenografia
- 2015: Jerzy Nowosielski. Teatr Lalek. Notatki – część piąta, Galeria Starmach Andrzej Starmach – scenografia
- 2015: Deus ex machina – scenografia
- 2010: Heniek – scenografia

## Wystawy indywidualne
- 2023: Dekalog. Znaki Historii – Galeria pod Basztą Jordanów[24], Muzeum Niepodległości w Myślenicach[25]
- 2022: Energie i Fale – Galeria ROK Bielsko-Biała[26]
- 2021: Częstotliwość – Muzeum OPE, Zubrzyca Górna[27]
- 2020: Geometria światła – Galeria na Ucieche, Zawoja[28]
- 2019: Przebłyski – Muzeum OPE, Zubrzyca Górna[29]
- 2006: Ikona – inspiracje – Kaplica Jezuitów, Londyn
- 2004: Iluminacje – Biblioteka Pedagogiczna, Myślenice
- 2004: Być – Galeria Dworek, Tokarnia
- 2002: Ruch – Galeria na Pięterku, Śródmiejski Ośrodek Kultury Kraków
- 2002: Wstęp do podróży – Galeria Miniaturka, Tokarnia
- 2001: Zapis – Galeria DPS, Cieszyn
- 2000: Codzienność – Galeria DPS, Cieszyn

## Wystawy Zbiorowe, wybrane
- 2005: Obraz roku 2005 Hotel europejski
- 2004: Obrazowanie[30] Galeria Program
- 2004: Obrazowanie Żydowskie Muzeum Galicja